# Pseudotegenaria decolorata
Pseudotegenaria decolorata är en spindelart som först beskrevs av Josef Kratochvíl och Miller 1940.  Pseudotegenaria decolorata ingår i släktet Pseudotegenaria och familjen trattspindlar.
Artens utbredningsområde är Kroatien. Inga underarter finns listade i Catalogue of Life.